# M-Sport
M-Sport es una empresa automovilística con sede en Dovenby Hall, Cockermouth, Cumbria, Inglaterra, fundada en 1979 por Malcolm Wilson que de 1996 a 2012 dirigió el equipo de Ford en el Campeonato Mundial de Rally. Las instalaciones cuentan con un circuito de 2,5 km de longitud y un centro de investigaciones que comenzó a montarse en 2019.

## Historia
La empresa que originalmente se llamaba Malcolm Wilson Motorsport, obtuvo un contrato en 1996 con Ford, a tan solo cinco meses del inicio de la temporada 1997, en el que llevaría a cabo el desarrollo de los vehículos con los que el equipo Ford World Rally Team competían en el mundial. En ese breve tiempo, se diseñó el Ford Escort WRC, el cual se estrenó en el Rally de Montecarlo. Ese mismo año la empresa pasó a llamarse simplemente M-Sport.
En 1998 M-Sport llevó a cabo el diseño del Ford Focus WRC, uno de los vehículos más competitivos del Campeonato Mundial de Rally. Debutó en el Rally de Montecarlo de 1999 y participó en 207 pruebas del mundial.
En 2006 la empresa logra su mayor reto al ganar el Campeonato de Constructores con el equipo Ford, título que repetiría en 2007.
La empresa además, ha participado activamente en el desarrollo del Ford Fiesta S2000, Ford Fiesta R5 y Ford Fiesta R2.
En octubre de 2012 Ford anunció su intención de no seguir compitiendo en el campeonato del mundo, aunque el jefe de M-Sport, Malcom Wilson se comprometió a seguir evolucionando el Ford Fiesta WRC así como a seguir colaborando con la marca para el lanzamiento del Ford Fiesta R5 en 2013.
En 2012 llegó a un acuerdo con la marca Bentley para el desarrollo el Continental GT para su adaptación en competición.

### Equipos privados
Aparte del equipo Ford, M-Sport ha competido con los siguientes equipos privados en el mundial: 
- Stobart M-Sport Ford Rally Team
- Monster World Rally Team
- Munchi's Ford World Rally Team.